# Carlos Correa I
Carlos Correa – piłkarz urugwajski grający na pozycji obrońcy.
Jako piłkarz klubu Defensor Sporting był w kadrze reprezentacji podczas turnieju Copa América 1956, gdzie Urugwaj zdobył tytuł mistrza Ameryki Południowej. Correa nie zagrał w żadnym meczu.
Jako piłkarz klubu Danubio FC wziął udział w turnieju Copa América 1957, gdzie Urugwaj zajął czwarte miejsce. Correa zagrał w czterech meczach – z Argentyną, Peru, Brazylią i Chile.
Następnie Correa wziął udział w nieudanych dla Urugwaju eliminacjach do finałów mistrzostw świata w 1958 roku. Zagrał w trzech meczach – w Montevideo z Paragwajem i w obu meczach z Kolumbią.
Od 20 marca do 28 lipca 1957 roku Correa rozegrał w reprezentacji Urugwaju 9 meczów i zdobył 1 bramkę.